# The Cheese Mites
The Cheese Mites er en britisk stumfilm fra 1903 af F. Martin Duncan.